# Брони: неожиданно взрослые поклонники My Little Pony
«Брони: Неожиданно взрослые поклонники My Little Pony» (англ. Bronies: The Extremely Unexpected Adult Fans of My Little Pony) — американский документальный фильм 2012 года режиссёра Лорана Малаке, посвящённый т. н. брони, возрастным фанатам мультсериала 2010 года My Little Pony: Friendship Is Magic.
Первоначально предполагалось, что фильм, финансируемый за счёт краудсорсинга через Kickstarter, должен был последовать за актером озвучивания и исполнительным продюсером Джоном де Ланси на Summer BronyCon 2012 года в Нью-Джерси. Проект собрал намного больше, чем ожидалось, что позволило ему расширить масштабы и привлечь к проекту Лорен Фауст и Тару Стронг, ведущую актрису озвучивания сериала, в качестве исполнительных продюсеров, а также включить дополнительные кадры с европейских конвенций.

## Критика
Фильм получил в целом благоприятный приём со стороны фандома и неоднозначный приём со стороны профессионального критического сообщества. 